# Christina und Michelle Naughton
Die Zwillingsschwestern Christina und Michelle Naughton (* 2. September 1988 in Princeton) sind ein US-amerikanisches Klavierduo.

## Leben
Aufgewachsen in Madison, Wisconsin, erhielten die Zwillinge zunächst einzeln Klavierunterricht von ihrer Mutter. Mit Orchester musizierten sie erstmals im Alter von neun bzw. zehn Jahren. 
Sie studierten an der Curtis Institute of Music in Philadelphia – unterrichtet von Gary Graffman – sowie an der Juilliard School in New York.
Im September 2008 gaben Christina und Michelle Naughton im Kennedy Center in Washington ihr Duo-Debüt mit dem New Jersey Symphony Orchestra. Es folgten weitere Konzerte mit Orchestern in den USA, u. a. mit dem Philadelphia Orchestra und dem Houston Philharmonic. 2010 folgte das Asien-Debüt beim Hong Kong Philharmonic Orchestra. In Europa gastierten die Schwestern bisher u. a. beim Mahler Chamber Orchestra, dem Philharmonischen Orchester Kiel, der Norddeutschen Philharmonie Rostock, dem Royal Flemish Philharmonic und den Solistes Européens. 
Zu den Höhepunkten ihrer Konzerttätigkeit gehören außerdem Recitals beim Klavierfestival La Roque d’Anthéron, bei der Sociedad de Conciertos de Valencia, beim Festival Prague’s Strings of Autumn, beim Klavierfestival Ruhr, beim Musikfest Bremen, beim Rheingau Musik Festival, bei den Dresdner Musikfestspielen, beim Kissinger Sommer und in Konzertsälen wie dem Kammermusiksaal der Berliner Philharmonie, der Tonhalle Zürich, dem Münchner Herkulessaal sowie der Tonhalle Düsseldorf. Zu den Dirigenten, mit denen das Duo bislang musizierte, gehören u. a. Stéphane Denève, Edo de Waart, Charles Dutoit, Emmanuel Krivine, Michael Stern und Andrés Orozco-Estrada.
Live-Konzerte der Naughton-Schwestern wurden neben US-amerikanischen Rundfunkstationen auch von Radio Bremen sowie dem Norddeutschen, Westdeutschen und Bayerischen Rundfunk gesendet. Christina und Michelle Naughton sind offizielle „Steinway Artists“.
2015 unterzeichneten die beiden Schwestern einen Exklusivvertrag mit Warner Classics. Ihr Warner Debüt-Album „Visions“ mit Werken und Arrangements für zwei Klaviere von Johann Sebastian Bach, Olivier Messiaen und John Adams erschien im April 2016.

## Privates
Die beiden Künstlerinnen wohnen in New York, in der Upper West Side von Manhattan, in einem Appartement mit zwei Steinway-Flügeln.

## Diskographie
- 2012, Piano Duets, Orfeo & Radio Bremen
- 2016, Visions, Warner Classis